# Islam en Guinée

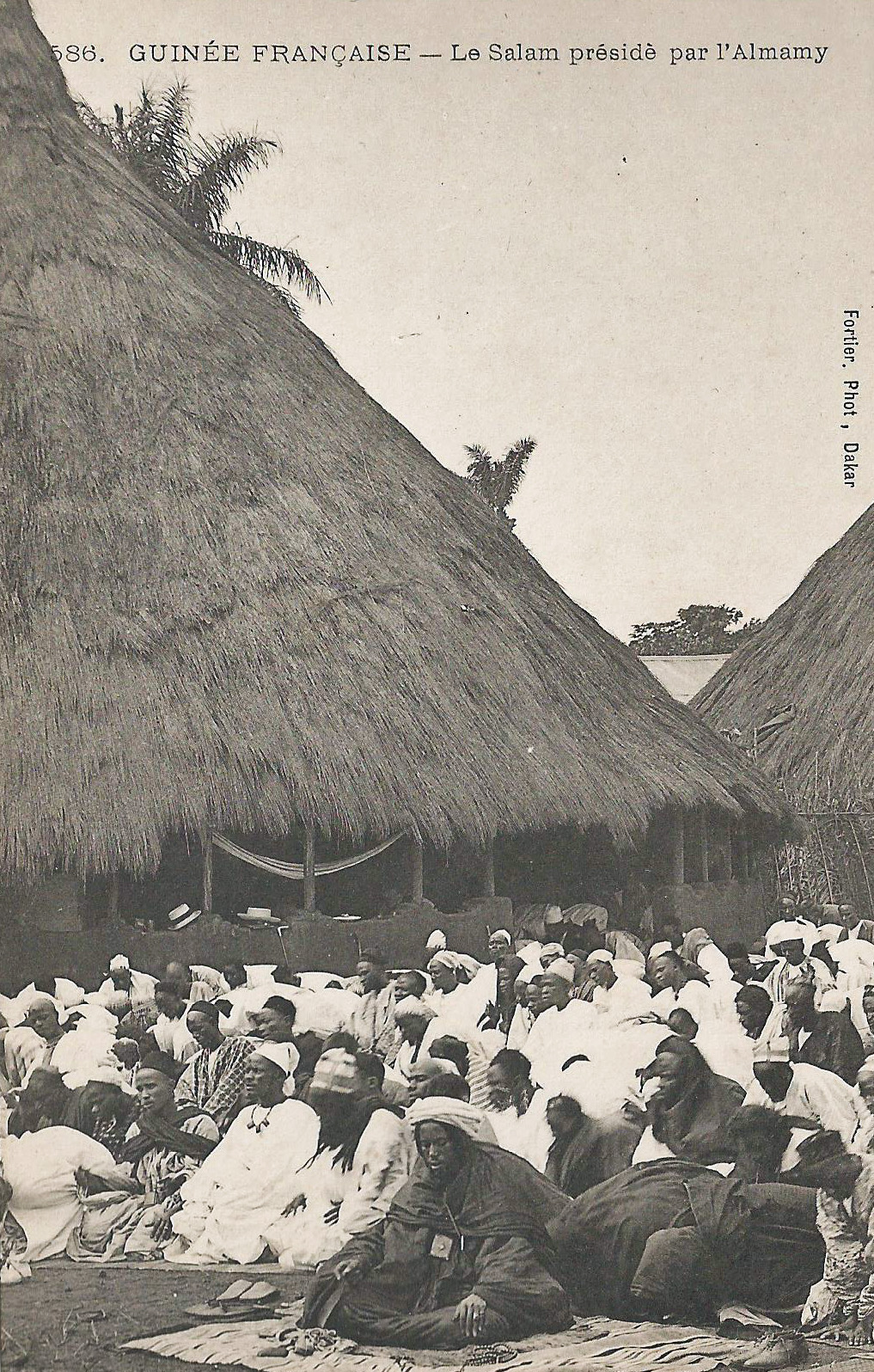
Le "Salam" présidé par l'Almamy, vers 1905, en Guinée française.

L’islam est la religion majoritaire en Guinée, où l'on estime que 88 %, de la population est musulmane. La plupart des musulmans sont sunnites, suivant l'école juridique malékite. Une grande partie appartiennent à la tariqa tidjaniyya.

## Histoire
La France établit une colonie dans la région en 1891. Sa présence y fut toutefois faible. Après l'indépendance de 1958, le président marxiste de culture musulmane Sékou Touré découragea la propagation de l'islam. Après la baisse de sa popularité dans les années 1970, il fit néanmoins alliance avec l'islam pour renforcer son pouvoir. À sa mort en 1984, la coopération continua entre le gouvernement guinéen et la communauté musulmane.

## L'islam contemporain
La Guinée vit sous le régime de la liberté religieuse. La télévision publique célèbre le culte du vendredi à la mosquée. Il est à signaler qu'après les incidents politico-ethniques de septembre 2011, une commission de réconciliation nationale a été créée avec l'archevêque de Conakry et le dignitaire musulman le plus âgé du pays.